# قائمة رؤساء تيمور الشرقية
رئيس جمهورية تيمور الشرقية الديمقراطية (بالبرتغالية: Presidente da República Democrática de Timor-Leste‏)(بالتيتومية: Prezidente Republika Demokratika Timor-Leste) هو رئيس دولة جمهورية تيمور الشرقية الديمقراطية. السلطات التنفيذية للرئيس محدودة ولكن فإن الرئيس هو أيضًا رئيس مجلس الدولة، وقادر على استخدام حق النقض ضد التشريع وهو القائد الأعلى لقوة دفاع تيمور الشرقية .

## قائمة رؤساءتيمور الشرقية

### رئيس جمهورية تيمور الشرقية الأولى (1975 - 1978)
| الترتيب | الصورة | الاسم (الميلاد–الوفاة)                  | الإنتخابات | تفاصيل المنصب  | تفاصيل المنصب   | تفاصيل المنصب    | الحزب السياسي |
| الترتيب | الصورة | الاسم (الميلاد–الوفاة)                  | الإنتخابات | بداية الفترة   | نهاية الفترة    | الوقت في المنصب  | الحزب السياسي |
| ------- | ------ | --------------------------------------- | ---------- | -------------- | --------------- | ---------------- | ------------- |
| 1       |        | فرانسيسكو كزافييه دو امارال (1939–2012) | —          | 28 نوفمبر 1975 | 7 ديسمبر 1975   | 9 أيام           | فريتيلين      |
| 2       |        | نيكولاو دوس ريس لوباتو (1946–1978)      | —          | 7 ديسمبر 1975  | 31 ديسمبر 1978† | 3 سنوات و24 أيام | فريتيلين      |

### رئيس جمهورية تيمور الشرقية الثانية (بعد الاستقلال عنإندونيسيا)
| الترتيب | الصورة | الاسم (الميلاد–الوفاة)                 | الإنتخابات | تفاصيل المنصب  | تفاصيل المنصب  | تفاصيل المنصب     | الحزب السياسي                          |
| الترتيب | الصورة | الاسم (الميلاد–الوفاة)                 | الإنتخابات | بداية الفترة   | نهاية الفترة   | الوقت في المنصب   | الحزب السياسي                          |
| ------- | ------ | -------------------------------------- | ---------- | -------------- | -------------- | ----------------- | -------------------------------------- |
| 1       |        | شانانا غوسماو (الميلاد 1946)           | 2002       | 20 مايو 2002   | 20 مايو 2007   | 5 سنوات و0 أيام   | مستقل                                  |
| 2       |        | جوزيه راموس هورتا (الميلاد 1949)       | 2007       | 20 مايو 2007   | 20 مايو 2012   | 5 سنوات           | مستقل                                  |
| –       |        | فيسنتي غوتيريس (الميلاد 1956) بالنيابة | —          | 11 فبراير 2008 | 13 فبراير 2008 | 2 أيام            | المؤتمر الوطني لإعادة إعمار التيموريين |
| –       |        | فرناندو دي أراوجو (1962–2015) بالنيابة | —          | 13 فبراير 2008 | 17 أبريل 2008  | 64 أيام           | الحزب الديمقراطي (تيمور الشرقية)       |
| 3       |        | تور ماتان رواك (الميلاد 1956)          | 2012       | 20 مايو 2012   | 20 مايو 2017   | 5 سنوات           | مستقل                                  |
| 4       |        | فرانسيسكو غوتيريش (الميلاد 1954)       | 2017       | 20 مايو 2017   | 20 مايو 2022   | 5 سنوات           | الجبهة الثورية لتيمور الشرقية المستقلة |
| 5       |        | جوزيه راموس هورتا (الميلاد 1949)       | 2022       | 20 مايو 2022   | حاليا          | 2 سنوات و362 أيام | المؤتمر الوطني لإعادة إعمار التيموريين |